# 名湯「異世界溫泉」開拓記～30多歲溫泉狂熱者，轉生到悠閒的溫泉天國～
《名湯「異世界溫泉」開拓記～30多歲溫泉狂熱者，轉生到悠閒的溫泉天國～》是綿淚粉緒創作的日本輕小說。自2019年9月6日起在小說投稿網站「Novel Up Plus」（Hobby Japan）上連載。2020年榮獲「第二屆Novel Up Plus小說大獎」（同社）。

## 故事概要
溫泉愛好者湯川好藏，在尋找秘湯的過程中被誤認為偷拍者，逃跑時從懸崖墜落並死亡。在墜落的過程中守護了鳥居，因此受到稻荷神的感謝，最終轉生到異世界。在那個世界，雖然也有溫泉，但被稱為「死亡之泉」並受到忌避。得知這一點的好藏決定與稻荷神的使者繭玉一起，在異世界傳達溫泉的魅力。

## 登場人物
湯川好藏（聲：常盤昌平）
熱愛溫泉的男性，今年35歲。在尋找神秘溫泉時，他跌落懸崖，並轉生到了異世界。強調溫泉是大家應共同分享的大自然的贈禮。
繭玉（聲：三宅麻理惠）
稻荷神大人的使者姬，長著狐狸耳朵和尾巴。但她本身並不是狐狸，而是被供奉在神社中的繭玉，是付喪神。作為好藏的看護者，跟隨他來到了另一個世界。
莉莉姆（聲：恋糸りあ）
精靈族的少女。以為好藏和繭玉是惡魔，並攻擊他們。後在好藏和繭玉的協助下，得以領略溫泉的美妙。
奥亨蒂克（聲：倉持京子）
莉莉姆的姐姐，精靈族的族長。為了克服精靈村的經濟困難，詢問好藏是否可以使用溫泉。
路易路易（聲：宮咲あかり）
統治異世界的王。和好藏一樣，她是一個轉生到另一個世界的人，隱瞞自己是女性的事實。
小町（聲：宮世真理子）
和繭玉一樣，都是稻荷神的使者姬，有著上下關係。

## 出版書籍

### 輕小說
| 冊數 | Hobby Japan    | Hobby Japan            |
| 冊數 | 發售日期       | ISBN                   |
| ---- | -------------- | ---------------------- |
| 1    | 2021年8月19日  | ISBN 978-4-7986-2573-7 |
| 2    | 2021年12月18日 | ISBN 978-4-7986-2697-0 |
| 3    | 2022年8月19日  | ISBN 978-4-7986-2899-8 |

### 漫畫
| 冊數 | Hobby Japan    | Hobby Japan            |
| 冊數 | 發售日期       | ISBN                   |
| ---- | -------------- | ---------------------- |
| 1    | 2022年8月1日   | ISBN 978-4-7986-2894-3 |
| 2    | 2023年12月28日 | ISBN 978-4-7986-3391-6 |

## 電視動畫

### 製作人員
- 原作：綿淚粉緒
- 角色原案：吉武
- 導演：峯友則
- 劇本統籌、編劇：香椎葉平
- 人物設定、總作畫監督：保村成
- 美術監督：三宅昌和
- 美術設定：平柳悟
- 色彩設計：村口冬仁
- 編輯：河上尚
- 撮影監督：坂野正彌
- 音響演出：志村貴博
- 音樂演出：小見川千明
- 音樂製作：YAB EntertainMent
- 製作人：松谷健一郎、石坂龍二、三村雄飛、西山弘志
- 動畫製作人：本川耕平
- 動畫製作：BloomZ、Wolfsbane
- 製作協力：月虹
- 製作：「異世界溫泉」製作委員會

### 主題曲
片頭曲「Baby love! Baby please!」
主唱：ギルドロップス，作詞、作曲、編曲：SUPA LOVE的金崎真士

### 各話列表
| 話數   | 日文標題 | 中文標題               | 分鏡       | 演出       | 作畫監督                     | 首播日期       |
| ------ | -------- | ---------------------- | ---------- | ---------- | ---------------------------- | -------------- |
| 1番湯  |          | 狐少女與溫泉的禮儀     | 峯友則     | 峯友則     | 佐藤、成松義人、             | 2024年 1月12日 |
| 2番湯  |          | 精靈少女與違反禮儀     | 峯友則     | 峯友則     | 富田泰弘                     | 1月19日        |
| 3番湯  |          | 森之民與泥炭泉         | 上野謙矢   | 上野謙矢   |                              | 1月26日        |
| 4番湯  |          | 精靈族長與詛咒的溫泉   | 上野謙矢   | 上野謙矢   | 富田泰弘、中村優作           | 2月2日         |
| 5番湯  |          | 為我們的森林獻上祝福   | 上野謙矢   | 上野謙矢   | 今井雅美、永田有香、富田泰弘 | 2月9日         |
| 6番湯  |          | 妙案與溫泉的功效       | 上野謙矢   | 上野謙矢   |                              | 2月16日        |
| 7番湯  |          | 夢與泡澡暈眩           | 上野謙矢   | 上野謙矢   | 齋藤大輔                     | 2月23日        |
| 8番湯  |          | 跌落之日的回憶         | 上野謙矢   | 上野謙矢   | 不適用                       | 3月1日         |
| 9番湯  |          | 前輩與有言十支族的王   | 飯野健太郎 | 上野謙矢   | Fincrossed Studio、方滿      | 3月8日         |
| 10番湯 |          | 王的請託與好藏的想法   | 飯野健太郎 | 飯野健太郎 | 齋藤大輔、                   | 3月15日        |
| 11番湯 |          | 被詛咒的血溫泉與蜂蜜酒 | 飯野健太郎 | 飯野健太郎 | 酒井有香                     | 3月22日        |
| 12番湯 |          | 繭玉山莊               | 峯友則     | 峯友則     | 齋藤大輔                     | 3月29日        |

### 播映平台
| 播映地區 | 播映平台       | 播映日期               | 播映時間             | 備註 |
| -------- | -------------- | ---------------------- | -------------------- | ---- |
| 臺灣     | 巴哈姆特動畫瘋 | 2024年1月12日－3月29日 | 星期五 0:00（UTC+8） |      |
| 臺灣     | 中華電信MOD    | 2024年1月12日－3月29日 | 星期五 0:00（UTC+8） |      |
| 臺灣     | Hami Video     | 2024年1月12日－3月29日 | 星期五 0:00（UTC+8） |      |
| 臺灣     | LiTV 線上影視  | 2024年1月12日－3月29日 | 星期五 0:00（UTC+8） |      |
| 臺灣     | Ofiii 歐飛     | 2024年1月12日－3月29日 | 星期五 0:00（UTC+8） |      |
| 臺灣     | MyVideo        | 2024年1月12日－3月29日 | 星期五 0:00（UTC+8） |      |
| 臺灣     | friDay影音     | 2024年1月12日－3月29日 | 星期五 0:00（UTC+8） |      |
| 臺灣     | bbTV           | 2024年1月12日－3月29日 | 星期五 0:00（UTC+8） |      |
| 臺灣     | KKTV           | 2024年1月12日－3月29日 | 星期五 0:00（UTC+8） |      |
| 臺灣     | LINE TV        | 2024年1月12日－3月29日 | 星期五 0:00（UTC+8） |      |
| 臺灣     | 亂搭           | 2024年1月12日－3月29日 | 星期五 0:00（UTC+8） |      |

## 外部連結
- 名湯「異世界溫泉」開拓記（綿淚粉緒）－小說投稿網站Novel Up Plus（日語）
- 異世界溫泉動畫化特設網站－小說投稿網站Novel Up Plus（日語）
- 名湯「異世界溫泉」開拓記～30多歲溫泉狂熱者，轉生到悠閒的溫泉天國～－動畫官方網站（日語）
- 動畫「異世界溫泉」官方的X（前Twitter）（日語）